# Dekanat sieriebrianoprudzki
Dekanat sieriebrianoprudzki – jeden z 48 dekanatów eparchii moskiewskiej obwodowej Rosyjskiego Kościoła Prawosławnego. Obejmuje cerkwie położone w rejonie sieriebrianoprudzkim obwodu moskiewskiego. Funkcjonuje w nim jedenaście cerkwi parafialnych wiejskich i dwie cerkwie filialne.
Funkcję dziekana pełni protojerej Iwan Wieligorski.

## Cerkwie w dekanacie[1]
- cerkiew Narodzenia Matki Bożej w Klemowie
- cerkiew św. Jana Chrzciciela w Krutym

cerkiew Narodzenia Pańskiego w Krutym
- cerkiew Odnowienia Świątyni Zmartwychwstania Pańskiego w Jerozolimie w Kuriebinie
- cerkiew Narodzenia Pańskiego w Mocziłach
- cerkiew Zaśnięcia Matki Bożej w Mjagkim
- cerkiew Tichwińskiej Ikony Matki Bożej w Nowomojgorach
- cerkiew św. Michała Archanioła w Pietrowie
- cerkiew Ikony Matki Bożej „Znak” w Sieriebrianych Prudach
- cerkiew św. Mikołaja w Sieriebrianych Prudach

cerkiew św. Włodzimierza w Sieriebrianych Prudach
- cerkiew św. Mikołaja w Uzunowie
- cerkiew Zaśnięcia Matki Bożej w Uspienskim